# خالد سعود الزيد
خالد سعود الزيد (1355- 1422 هـ / 1937- 2001 م)، أديب شاعر ومؤرِّخ كويتي، أسهم في وضع لبِنة حقيقية في تاريخ الأدب الكويتي والأدب العربي.

## سيرته
ولد خالد سعود الزيد في الكويت، في 15 جُمادى الآخرة 1355 هـ الموافق 27 يناير 1937م. كانت بداية تعلُّمه ودراسته في المدرسة القبلية عام 1943م، ثم المدرسة المباركية عام 1951م، ترك الدراسة للعمل عام 1957م، وظلَّ يعمل حتى أحيل على التقاعد عام 1986م.

## إنجازاته
حين أنكر جيلُ أدباء ما بعد الاستقلال وجودَ أدب وأدباء في الكويت، وراحوا يُذيعون ذلك في الصُّحف والمجلات انبرى الزيد للتأريخ لأدباء الكويت، وعكف على تأليف كتابه «أدباء الكويت في قرنين» الذي صدر في ثلاثة أجزاء فيما بين 1966 و1982م. وقد أرَّخ فيه لبدايات الحركة الأدبية والفكرية والثقافية في الكويت بالترجمة لأدباءَ لم يحفِل أحد من أبنائهم بجمع إنتاجهم الأدبي، ولم يلتفت أحدٌ من النقَّاد والباحثين قبله للترجمة لهم على هذا النحو الواعي بأهمية أثرهم الأدبي في تاريخ الكويت.
ولم يتوقف الزيد عند هذا الجهد التأسيسي فحسب، بل راح يجمع كل ما من شأنه تأكيد وجود أدب وأدباء في الكويت، فجمع من المجلات القديمة البالية التي أهملها الناسُ القصص اليتيمة التي سطَّرها أدباءُ كويتيون في كتابه «قصص يتيمة في المجلات الكويتية»، ووضع لها مقدمة غير مسبوقة عن تاريخ القصة في الكويت، صارت عِمادًا لكل من جاء بعده يدرس القصة الكويتية من أمثال الدكتورة هيفاء السنعوسي التي أشارت في مقدمة كتابها عن القصة القصيرة في الكويت أنه لولا كتابُ الزيد عن القصة وجمعه لهذه القصص لما تمكنت من إنجاز بحثها عن القصة القصيرة في الكويت. وكذلك الأستاذ الدكتور سليمان الشطي الذي وضع كتابًا عن القصة القصيرة في الكويت معتمدًا على ما أنجزه الزيد وسطَّره في هذا السِّفر المهم.
وللزيد الريادةُ في معظم مؤلفاته وأنشطته الثقافية والأدبية، فهو أول من وضع كتابًا عن الأمثال العامية في الكويت عام 1961م، جمع فيه ما تناثر من أمثال كويتية كانت متداولةً على لسان الرجال والنساء حينئذ، واعيًا أهمية جمعها وتأصيلها بوضع المقابل العربي لها. وكذلك هو أول من أخرج مادَّة الكويت من السِّفر الكبير «دليل الخليج» لمؤلفه الإنجليزي لوريمر الواقع في أربعة عشر مجلدًا، سبعة منها تاريخي ومثلها جغرافي. وقد أحسَّ الزيد بأهمية تلك المادَّة التاريخية والجغرافية عن الكويت، فعكف على إخراجها والتعليق عليها وضبطها وتصحيح ما ورد في الكتاب من خطأ، حتى يتمكن القارئُ من الوصول إلى صورة حقيقية عن دولة الكويت بمطالعة ما دوَّنه أحدُ الرحالة الإنجليز. وقد صدر كتابه في جزأين الأول عنوانه: "الكويت في دليل الخليج" السِّفر التاريخي، والثاني عنوانه "الكويت في دليل الخليج السِّفر الجغرافي، عام 1982م.
وكان الزيد أيضًا أولَ من وضع كتابًا مستقلًّا عن الأديب الشاعر خالد الفرج (1898- 1954م)، وكتابًا عن شيخ القصَّاصين في الكويت الأديب الأستاذ فهد الدويري ترجم فيه لسيرة حياته ومسيرته الأدبية، وجمع فيه كلَّ ما سطَّره الدويري من قصص.
وفي عام 1990م أقام الزيد معرِضًا لمقتنياته من المخطوطات العربية والمطبوعات الكويتية النادرة، في رابطة الأدباء، واحتوى على أكثرَ من ثلاثمئة مخطوط عربي، فضلًا عن مخطوطات ومطبوعات كويتية تُعَدُّ النَّواةَ الحقيقية لنشأة الأدب في الكويت. وأهدى الزيد هذا المعرِضَ إلى أمير البلاد الشيخ جابر الأحمد الجابر الصباح؛ ليكون نَواةً لمكتبة وطنية في الكويت. وقد نُهِبَ هذا المعرِض كاملًا عند غزو العراق للكويت.
ونظرًا لهذه الجهود الأدبية والفكرية والثقافية التي حقَّقها الزيد للكويت، فإنه الأديب الوحيد الذي حاز جائزة الدولة التقديرية مرَّتين: الأولى في الآداب والفنون عام 1983م من مؤسسة الكويت للتقدُّم العلمي في حقل الأدب العربي الحديث. والأُخرى في الثقافة عام 2001م. وحصل أيضًا على وسام المؤرِّخين العرب عام 1990م. 
في يوم 18 فبراير 2009 أعلنت رابطة الأدباء الكويتيين اتفاقها المبدئي مع وِزارة المواصلات، على إصدار طوابعَ بريدية تذكارية تخليدًا لذكرى روَّاد الحركة الثقافية، وكان الزيد ضمن الأسماء المكرَّمة.

## مناصبه
- رئيس لجنة تشجيع المؤلفات في المجلس الوطني للثقافة والفنون والآداب، منذ عام 1991 حتى وفاته.
- عضو المجلس الاستشاري للإعلام، من عام 1991 حتى 1993م.
- عضو لجنة الاستماع للأغاني المسجَّلة في وِزارة الإعلام، عام 1993م.
- أمين سرِّ مجلس إدارة رابطة الادباء الكويتيين، من عام 1973 حتى يونيو عام 1981م، حين استقال من أمانة السرِّ، وبقي عضوًا في الهيئة الإدارية حتى عام 1983م.
- من مؤسسي رابطة الأدباء الكويتيين في الكويت، عام 1967م، وانتُخب أمينًا عامًّا للرابطة حتى عام 1973م.
- رئيس جمعية الفنانين الكويتية عام 1967م، مدَّة عام واحد.
- من مؤسسي مجلة البيان التي تصدرها رابطة الأدباء الكويتيين في الكويت. وأحد أعضاء هيئة تحريرها منذ صدور عددها الأول في أبريل عام 1966م، وتولى سكرتارية تحرير المجلة، وعُيِّن رئيسًا لتحريرها عدَّة مرَّات.
- عضو جمعية مكتشفي حضارة الأنديز في الولايات المتحدة الأمريكية.

## سبقه وأوَّلياته
خالد سعود الزيد أول من وضع اللبنة الأولى في التأليف والعمل الثقافي في الكويت، فهو:
- أول من وضع موسوعة تاريخية أدبية لأدباء الكويت في قرنين.
- أول من وضع كتاباً عن تاريخ المسرح في الكويت موثقا تاريخه ومسيرته ثم جمع مسرحياته اليتيمة التي نشرت في المجلات والصحف.
- أول من وضع مقدمة عن تاريخ القصة في الكويت وجمع بدايات فن القصة في الكويت من الصحف والمجلات منذ بدأ الصحافة في الكويت.
- أول من وضع كتاباً عن أدب الرحلات في الكويت.
- أول من اكتشف آثارا تاريخية لمدينة قديمة بمنطقة الصبية في الكويت أوائل الثمانينيات من القرن العشرين.

## جوائزه وتقديره
- بعد وفاته حصل على شخصية العام الثقافية في إمارة الشارقة دولة الإمارات العربية، في نوفمبر عام 2001.
- حصل على جائزة الدولة التقديرية في الثقافة لعام 2001.
- قامت عمادة شؤون الطلبة في جامعة الكويت بتكريمه ضمن فعاليات مهرجان (في حب الكويت) باعتباره علماً من أعلام حب الكويت وذلك في 18 فبراير 2001.
- كرمه قسم اللغة العربية وآدابها في جامعة الكويت يوم الأربعاء 16 فبراير 2000 باعتباره رائدا من رواد الفكر والأدب والشعر في الكويت.
- اختير شخصية العام في الاستفتاء الذي قامت به مجلة الديرة لعام 1994م.
- رشح لجائزة الملك فيصل من قبل جامعة الكويت عام 1994م.
- حصل على وسام المؤرخين العرب عام 1990م.
- حصل على شهادة تقدير من مهرجان جرش للثقافة والفنون الذي أقيم في الفترة ما بين 11 – 26 يوليو 1985 بالمملكة الأردنية الهاشمية.
- فاز كتابه «شيخ القصاصين الكويتيين فهد الدويري» بالمعرض الأول لرابطة الأدباء في الكويت الذي أقيم عام 1984م.
- حصل على جائزة الكويت التقديرية في الآداب والفنون لعام 1983م من مؤسسة الكويت للتقدم العلمي في حقل الأدب العربي الحديث.
- فاز كتابه أدباء الكويت في قرنين بجائزة المعرض الدولي الذي يقيمه المجلس الوطني للثقافة والفنون والآداب في الكويت كل عام وذلك سنة 1982م.
- تم تسمية إحدى مدارس محافظة مبارك الكبير التعليمية باسمه نص الصفحة.[3]

## أعماله ونشاطاته
- كان له برنامج إذاعي عنوانه «قبسات أدبية» يذاع كلّ يوم في إذاعة الكويت وقد استمر هذا البرنامج لأكثر من عام.
- نشر في العديد من الصحف والمجلات العربية دراسات وقصائد شعرية.
- أقيمت حلقة بحث حول أعماله الشعرية والنثرية نظمها ودعا إليها مركز الوطن العربي (رؤيا) في الإسكندرية في صيف 1988م.
- أعدت مجلة البيان التي تصدرها رابطة الأدباء في الكويت (ملفا خاصا عن خالد سعود الزيد) في العدد 225 ديسمبر 1984م.

- ألقى عدة محاضرات بدعوة من وزارة الثقافة العمانية في مسقط عن الأدب العماني.
- شارك في معظم الأسابيع الثقافية التي أقامها المجلس الوطني للثقافة والفنون والآداب في كل من سوريا واليمن والجزائر والأردن والعراق وليبيا والمغرب العربي.
- مثّل الكويت مرتين في مهرجان (شتروغا) للشعر العالمي الذي كان يعقد في يوغسلافيا سابقاً.
- شارك في مؤتمرات الأدباء العرب وفي العديد من المهرجانات الشعرية العربية والعالمية.
- حاضر في جامعة مانشستر عن الأدب العربي في الكويت عام 1982 وعام 1984 ويعتبر من المحاضرين الذين لهم الدعوة مفتوحة للمحاضرات في هذه الجامعة.

## مؤلفاته وآثاره
1. من الأمثال العامية. صدر عام 1961م، وأعيدت طباعته عام 1977م.
2. (أدباء الكويت في قرنين) الجزء الأول صدر عام 1967م وأعيدت طباعته في نفس العام. والطبعة الثانية عام 1976م، وهو كتاب فيّم وأشهر ما عرف لخالد سعود الزيد من آثار؛ ويعد وثيقة أدبية تؤرِّخ لأكثرَ من جيل من أدباء الكويت.
3. خالد الفرج حياته وآثاره طبع عام 1969م، والطبعة الثانية عام 1980م.
4. (أدباء الكويت في قرنين) الجزء الثاني، صدر عام 1981م.
5. عبد الله سنان، دراسة ومختارات بالاشتراك مع الدكتور عبد الله محمد العتيبي صدر عام 1981م.
6. (صلوات في معبد مهجور) ديوان شعر صدر عام 1970م، وأعيدت طباعته عام 1983م.
7. (أدباء الكويت في قرنين) الجزء الثالث صدر عام 1982م.
8. الكويت في دليل الخليج (السفر التاريخي) صدر عام 1981م.
9. الكويت في دليل الخليج (السفر الجغرافي) صدر عام 1981م.
10. قصص يتيمة في المجلات الكويتية صدر عام 1982م.
11. مسرحيات يتيمة في المجلات الكويتية صدر عام 1982م.
12. مقالات ووثائق عن المسرح في الكويت صدر عام 1983م.
13. سير وتراجم خليجية في المجلات الكويتية صدر عام 1983م.
14. شيخ القصاصين الكويتيين فهد الدويري حياته وآثاره صدر عام 1984م.
15. كلمات من ألواح، ديوان شعر صدر عام 1985م.
16. الشاعر محمد ملا حسين، حياته وشعره صدر عام 1987م.
17. ديوان خالد الفرج، الجزء الأول والثاني، تقديم وتحقيق، صدر عام 1989م.
18. فهرس المخطوطات العربية الأصلية في مكتبة خالد سعود الزيد صدر عام 1990م. بالاشتراك مع الأستاذ عباس يوسف الحداد.
19. (بين واديك والقرى) ديوان شعر صدر عام 1992م.
20. الشجرة المحمدية تأليف محمد بن أسعد الجوّابي (تقديم وتعليق).
21. أدب الرحلات في المجلات الكويتية.
22. عمانيات.
23. إطلالة على سيف كاظمة (تجميع لمذكرات ولمحاضرات ومقالات منشورة وغير منشورة للأديب بعد وفاته 2003 من اعداد الدكتور عباس الحداد)
24. الأعمال الشعرية الكاملة لخالد سعود الزيد 2006 تجميع الدكتور علي عاشور والدكتور عباس الحداد.

## وفاته
توفي خالد سعود الزيد في يوم الجمعة  24 رجب 1422هـ الموافق 12 أكتوبر 2001م.

## وصلات خارجية
- اضغط هنا للحصول على تقرير مرئي عن الأديب الكبير على يوتيوب